# Carihuairazo
Le mont Carihuairazo (également orthographié Carihuayrazo) est un volcan coiffé par une caldeira voisin de la plus haute montagne de l'Équateur, le Chimborazo. Son sommet s'élève à une altitude de 5 018 mètres.